# 16250 Delbó
(16250) Delbó, denumire internațională (16250) Delbo, este un asteroid din centura principală de asteroizi.

## Descriere
16250 Delbó este un asteroid din centura principală de asteroizi. A fost descoperit pe 26 aprilie 2000 la Stația Anderson Mesa în cadrul programului LONEOS. Asteroidul prezintă o orbită caracterizată de o semiaxă mare de 2,31 ua, o excentricitate de 0,15 și o înclinație de 6,8° în raport cu ecliptica.